# Írott-kő
L'Írott-kő (hongrois : Írott-kő [ˈiɾotkøː] ; allemand : Geschriebenstein) est un sommet de Hongrie s'élevant à 884 mètres d'altitude et constituant le point culminant du massif de Kőszeg.

## Climat
- Si vous ne connaissez pas le sujet, laissez ce bandeau (vous pouvez alors contacter les auteurs).
- Si vous supprimez le contenu mis en cause (vous pouvez préalablement contacter les auteurs),

argumentez précisément cette suppression dans la page de discussion
(un manque de référence n'est pas un argument ; une recherche réelle de référence doit avoir été effectuée, être formellement documentée).
Írott-kő possède un climat assez extrême pour son altitude. Avec ses seulement 884 mètres d'altitude, Írott-kő possède un climat montagnard, les hivers y sont longs, enneigés et froids.
Írott-kő est l'endroit le plus humide de Hongrie avec 1 040 mm par an de pluie, la moyenne en Hongrie étant de 600 mm par an. Il tombe près du double de précipitations sur le sommet à cause de sa situation géographique. Le massif de Kőszeg est le dernier rempart des Alpes et cela fait que les précipitations se heurtant à son dénivelé se renforcent et persistent sur le massif. En Hongrie, à Kőszeg, qui est la ville située en bas du massif, il est appelé le « gardien du mauvais temps ».
L'hiver, il gèle à son sommet de fin novembre jusqu'à la deuxième semaine de mars. Fin novembre, les températures oscillent entre −6 °C et 2 °C. Les premières chutes de neige recouvrent les sommets. En décembre, c'est la plongée dans l'hiver, les températures ne dépassent plus −2 °C, les chutes de neige à son sommet se font assez abondantes avec une accumulation en moyenne à Noël de l'ordre de 70 centimètres. En janvier, les températures vont plonger régulièrement sous la barre des −10 °C. Le record de froid a été établi le 28 janvier 1941 avec −34,7 °C. Janvier est nettement plus sec avec seulement 2 à 3 chutes de neige. Février est un mois à nouveau assez neigeux et toujours sous la barre des 0 °C. Fin février 2006, l'enneigement au sommet était d'environ 2,05 mètres ; le record de la Hongrie. Enfin, le mois de mars est assez variable, il peut être très froid comme assez doux (−4 °C à 3 °C).
Le printemps est une saison humide dans le massif. La fonte des neiges entraîne une montée des eaux dans les vallées. Cette saison peut être froide ou très douce en fonction des années avec des températures allant de −2 °C à 7 °C.
L'été, l'amplitude thermique entre les plaines et le sommet est assez marquée. L'écart est parfois de près de 8 °C lors de journées venteuses. Le massif est également souvent plongé dans le brouillard en raison des masses d'air chaud venant de Hongrie et des masses plus froides venant d'Autriche qui se rencontrent.
L'automne est une saison instable. Il peut être doux ou froid. Le sommet possède le record de gel sur une journée le plus prématuré en Hongrie. Le 26 septembre 1996. Il n'est donc pas étonnant que la neige tombe en octobre sur les sommets.
La température moyenne annuelle est de 5,4 °C au sommet.